# تمليح (حفظ)

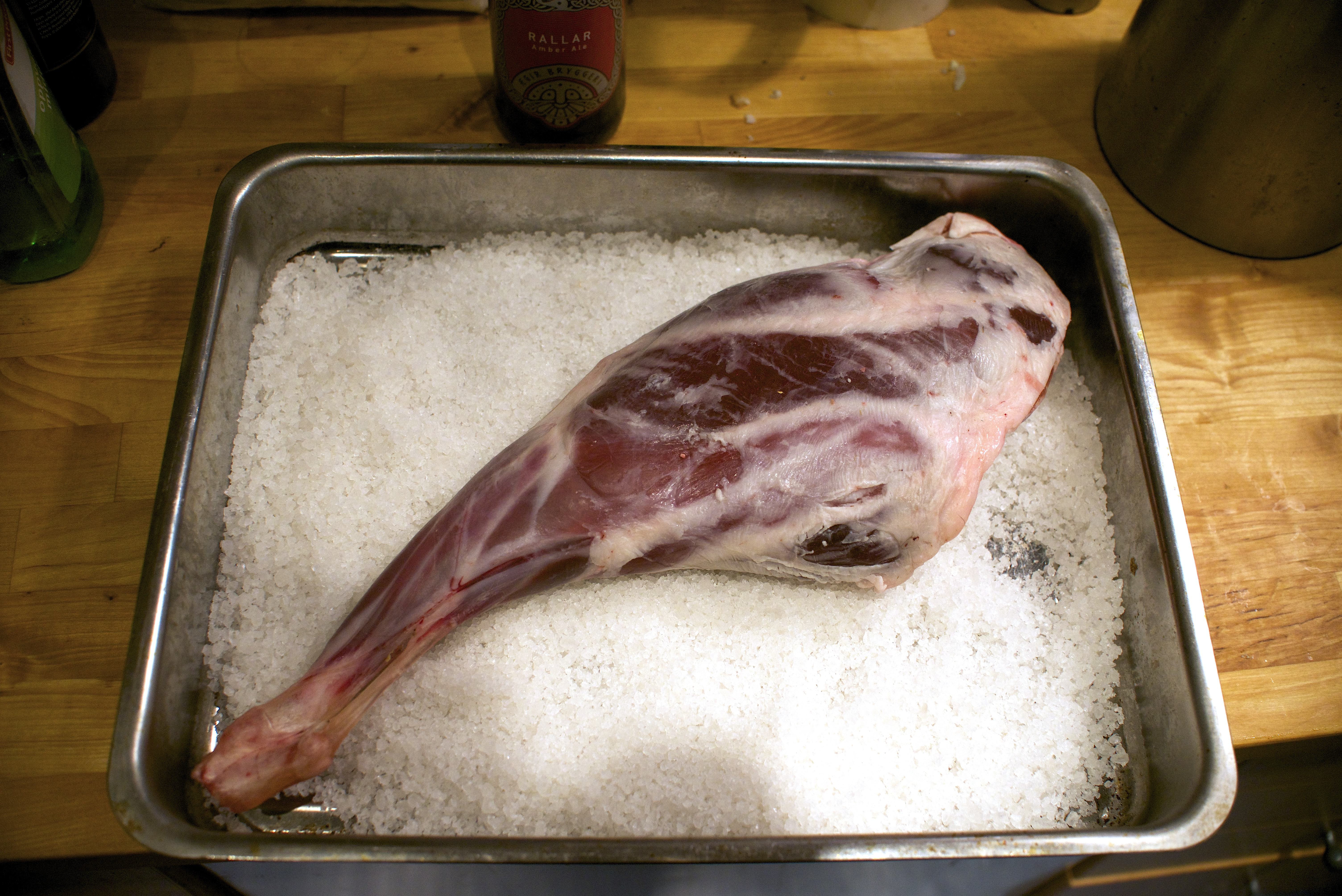
فخذ الخروف المُملح الجاف.

التمليح أو املاح (بالإنجليزية: Salting)‏ من إحدى طرق حفظ الأغذية، تعتمد هذه الطريقة على إضافة ملح الطعام إلى المادة الغذائية المراد حفظها، حيث يعمل الملح المضاف على تجفيف السوائل داخل الأنسجة مما يمنع نمو الميكروبات التي تنمو في الأنسجة الرطبة، كما يعمل الملح على تغيير قيمة الإتزان والضغط الإسموزي للمواد التي تحتوي على ماء.